# Macrocarpaea luya
Macrocarpaea luya är en gentianaväxtart som beskrevs av Jason Randall Grant. Macrocarpaea luya ingår i släktet Macrocarpaea och familjen gentianaväxter. Inga underarter finns listade i Catalogue of Life.